# The Meteors
The Meteors são uma banda britânica de psychobilly, formada em 1980, por Paul Fenech (vocais e guitarra), Nigel Lewis (baixo) e Mark Robertson (bateria).

## História
A origem da banda remonta aos anos 70, quando Paul Fenech forma um grupo de rockabilly de nome Southern Boys. Mais tarde, juntamente com o baixista da mesma banda, Nigel Lewis, decide criar um duo de nome Rock Therapy. Em 1980, com o baterista Mark Meadham, decidem formar nova banda, com o nome Raw Deal.
No mesmo ano, e após alguns espetáculos, e participação em álbuns de compilações de rockabilly, Fenech decide alterar a imagem da banda, dando-lhe um aspecto punk. O seu estilo musical também teria alterações, indo buscar inspiração aos filmes de terror clássicos. Estas mudanças levam a nova alteração do nome da banda, e passam a designar-se por The Meteors.
O trabalho discográfico dos Meteors é extenso e, dos membros da banda, apenas Paul Fenech se mantém actualmente.

## Discografia

### Álbuns
- In Heaven, 1981
- Wreckin' Crew, 1983
- Live I, 1983
- Stampede, 1984
- The Curse Of The Mutants, 1984
- Monkey's Breath, 1985
- Sewertime Blues, 1986
- Live II - Horrible Music For Horrible People By This Horrible Band, 1986
- Teenagers From Outer Space, 1986
- Don't Touch The Bang Bang Fruit, 1987
- Encores, 1987
- Live And Loud, 1987
- Night Of The Werewolf, 1987
- Only Meteors Are Pure Psychobilly, 1988
- The Mutant Monkey And The Surfers From Zorch, 1988
- Teenagers From Outer Space, 1989
- Undead, Unfriendly And Unstoppable, 1989
- Live III - Live Styles Of The Sick And Shameless, 1990
- Live I and Live II, 1991
- Madman Roll, 1991
- Demonopoly, 1992
- Live IV - International Wreckers, 1992
- Who Do You Love?, 1992
- Wreckin' Crew, 1993
- No Surrender, 1994
- Live, Leary And Fucking Loud, 1995
- Mental Instrumentals, 1995
- Corpse Grinder - The Best Of The Meteors, 1995
- Graveyard Stomp (The Best Of The Meteors 1981-1988), 1995
- Welcome To The Wreckin' Pit, 1996
- In Heaven, 1996
- International Wreckers II - Lost tapes of zorch, 1996
- Bastard Sons Of A Rock 'n' Roll Devil, 1997
- Live III - Live Styles Of The Sick And Shameless, 1997
- Undead, Unfriendly And Unstoppable, 1999
- From Zorch With Love, 1999
- John Peel Sessions (1983-1985), 1999
- Night Of The Werewolf, 1999
- Sewertime Blues / Don't Touch The Bang Bang Fruit, 1999
- Stampede / Monkey's Breath, 1999
- The Mutant Monkey And The Surfers From Zorch, 1999
- The Meteors Vs. The World pt. I, 1999
- The Meteors Vs. The World pt. II, 1999
- Psychobilly Revolution, 2000
- Wreckin' Crew, 2000
- The Meteors Vs. The World, 2000
- Psycho Down, 2001
- Bastard Sons Of A Rock 'n' Roll Devil, 2001
- Anagram Singles Collection, 2001
- Live III - Live Styles Of The Sick And Shameless, 2001
- The Final Conflict, 2002
- Wreckin' Live, 2002
- Wreckin' Crew, 2003
- Psychobilly, 2003
- From Beyond, 2003
- Hell In The Pacific, 2004
- The Lost Album, 2004
- This Evil Things Hymns From the Hellbound, 2007
- Hell Train Rollin, 2009

### EP
- Meteor Madness, 1981
- Radioactive Kid, 1981
- The Meteors Meets Screaming Lord Sutch, 1981
- The Crazed, 1981
- Johnny Remember Me, 1982
- Mutant Rock, 1982
- I'm Just A Dog, 1984
- I'm Just A Dog, 1984
- Fire Fire, 1986
- Stampede, 1986
- Bad Moon Rising ,1986
- Hogs & Cuties, 1986
- Mutant Rock, 1986
- Surf City, 1986
- Archive 4, 1986
- Go Buddy Go, 1987
- Please Don't Touch, 1988
- Rawhide, 1988
- Somebody Put Something In My Drink, 1988
- Bad Moon Rising, 1991
- Chainsaw Boogie, 1991
- Hell Ain't Hot Enough For Me!, 1994
- Slow Down You Grave Robbing Bastard, 1996